# Карини, Анджела
Анджела Карини (род. 6 октября 1998, Ачерра, Кампания) — итальянская боксёрша. Серебряный призёр чемпионата мира 2019 года. Серебряный призёр чемпионата Европы 2019 года.

## Карьера
На десятом чемпионате мира в Индии, в 2018 году, она дебютировала в весовой категории до 69 кг. Дошла до второго раунда, где уступила китайской спортсменке Гу Хун.
На Чемпионате Европы по боксу в Испании в 2019 году, в весовой категории до 69 кг, она сумела добраться до финального поединка, в котором уступила спортсменке из России Дариме Сандаковой, и завоевала серебряную медаль турнира.
Предолимпийский чемпионат мира 2019 года, который состоялся в Улан-Удэ в октябре, итальянская спортсменка завершила финальным поединком, уступив именитой китайской спортсменке Доу Дань по единогласному решению судей. В результате на одиннадцатом чемпионате мира по боксу среди женщин она завоевала серебряную медаль. Выступая на Олимпийских играх 2024 во Франции отказалась продолжать бой с Иман Хелиф из Алжира после того, как пропустила удар в лицо.